# Punomys lemminus
Espèce
Statut de conservation UICN

 VU D2 : Vulnérable
Punomys lemminus est une espèce de rongeurs de la famille des Cricetidae endémique du Pérou.

## Répartition et habitat
Cette espèce est endémique au Sud du Pérou. On la trouve entre 4 400 et 4 900 m d'altitude. Elle vit dans la puna.